# Kawasaki ZRX 1200R
La 	Kawasaki ZRX 1200R è una motocicletta stradale prodotta dalla casa motociclistica giapponese Kawasaki Heavy Industries Motorcycle & Engine dal 2001 al 2016.

## Descrizione
La ZRX 1200R era disponibile in tre versioni: oltre la ZRX1200R, che aveva una carenatura che copriva solo parte della moto e un faro singolo quadrato, c'erano anche la ZRX 1200C che era la versione naked senza carenatura con un faro singolo circolare e la ZRX 1200S parzialmente carenata dall'impostazione più turistica e con doppi fari.
Il telaio è in tubo d'acciaio. La configurazione delle sospensioni è costituita all'anteriore da una forcella convenzionale con smorzamento e precarico regolabilida 43 mm
, mentre al posteriore da un forcellone.
A spingere la moto c'è un motore a 4 cilindri in linea da 1164 cm³ raffreddato a liquido, abbinato ad un cambio a 5 marce. L'alimentazione avviene tramite quattro carburatori Keihin Constant Velocity da 36 mm. Il sistema di scarico del tipo "4 in 1" è costituito in acciaio inossidabile. L'impianto di scarico sui modelli prodotti fino al 2004 è verniciato di nero ad eccezione della marmitta, mentre dal 2004 è tutto cromato.
Nel 2007 viene interrotta l'importazione in alcuni mercati, tra cui l'Italia.
La moto ha subito un importante aggiornamento nel 2008, con l'introduzione di una trasmissione a sei velocità e dell'iniezione elettronica, venendo venduta esclusivamente in Giappone fino al 2016 con il nome di ZRX 1200 DAEG.